# Alla ricerca di Nemo
Alla ricerca di Nemo (Finding Nemo) è un film d'animazione del 2003 co-scritto, diretto e co-doppiato da Andrew Stanton e co-diretto da Lee Unkrich, prodotto da Pixar Animation Studios e distribuito da Walt Disney Studios Motion Pictures.
5º lungometraggio Pixar, il film è dedicato all'animatore Glenn McQueen, morto di melanoma prima della fine della realizzazione nell'ottobre 2002, a 41 anni. L'ispirazione per il film è nata da molteplici esperienze tratte dalla vita privata di Andrew Stanton, il quale si era pentito di essere stato un padre troppo protettivo e da bambino andava spesso a vedere l'acquario dal dentista, pensando che i pesci volessero tornare nell'oceano: la sceneggiatura è stata stesa in seguito dallo stesso regista, insieme a Bob Peterson e David Reynolds. Il cast vocale è composto da Albert Brooks, Ellen DeGeneres, Willem Dafoe ed Alexander Gould, con la partecipazione dello stesso Stanton e dello sceneggiatore B. Peterson.
Presentato in anteprima a Los Angeles il 18 maggio 2003, il film è uscito nelle sale statunitensi il 30 maggio, ricevendo ampi consensi da parte della critica, che ha elogiato gli elementi visivi, la sceneggiatura, l'animazione, la colonna sonora e i personaggi, ritenuti interessanti dagli spettatori sia giovani che adulti. È stato il secondo film di maggior incasso del 2003, guadagnando un totale di 871 milioni di dollari in tutto il mondo alla fine della sua distribuzione iniziale, oltre ad essere stato all'epoca il film d'animazione con il maggior incasso al momento della sua uscita, per poi venire sorpassato l'anno dopo da Shrek 2. Ebbe anche tre candidature ai Premi Oscar 2004, vincendo quello per il miglior film d'animazione, risultando essere il quarto candidato (dopo Monsters & Co. nel 2002 e Lilo & Stitch e Il pianeta del tesoro nel 2003) e il primo vincitore della Disney-Pixar in detta categoria. Nel 2008, l'American Film Institute lo ha nominato il decimo miglior film d'animazione americano nella sua lista dei dieci migliori film per genere.
Nel 2016 è stato prodotto un sequel e spin-off dal titolo Alla ricerca di Dory.

## Trama
Marlin e Coral sono due pesci pagliaccio che vivono dentro un anemone sulla Grande barriera corallina e stanno per diventare genitori: Coral ha deposto più di 400 uova in una grotta ed entrambi stanno aspettando che si schiudano. Purtroppo, un giorno, un barracuda affamato li attacca, Marlin perde conoscenza nel tentativo di difenderli, Coral viene uccisa e tutte le uova divorate tranne una, perché nascosta. Rimasto vedovo e disperato, Marlin decide di chiamare l'unico figlio che gli è rimasto Nemo, come desiderava sua moglie, e si promette di non fargli succedere mai nulla.
Il tempo passa, Nemo nasce e cresce, con Marlin sempre preoccupato che possa capitargli anche il minimo incidente, a causa degli eventi passati e del fatto che Nemo è nato con una pinna atrofica. Durante il suo primo giorno di scuola Nemo, come atto di sfida nei confronti del padre, si addentra da solo in mare aperto per toccare con la pinna un motoscafo fermo in superficie. Sfortunatamente, mentre torna indietro, Nemo viene visto e rapito da un subacqueo, che sale sul motoscafo e si allontana. Marlin, terrorizzato e disperato, tenta l'inseguimento, ma la barca è troppo veloce. Al subacqueo, a un certo punto, cade la maschera in mare.
Mentre vaga alla ricerca del motoscafo, Marlin incontra Dory, un pesce chirurgo femmina che soffre di perdite di memoria a breve termine. Lei dice di aver visto la barca e di seguirla per trovarla, ma dopo poco, non ricordandosi, gli urla stizzita di smettere di seguirla. Mentre i due stanno per separarsi, incontrano un grosso squalo bianco di nome Bruto: Marlin è terrorizzato, mentre Dory sembra essere tranquilla ed acconsente a seguirlo a quella che Bruto descrive come una festa, ma che in realtà è una riunione di un gruppo di sostegno di squali "buoni" che vorrebbero smettere di mangiare pesci. La riunione ha sede nel relitto di un sottomarino in bilico negli abissi e circondato da numerose mine attive. In quel frangente Marlin vede la maschera del subacqueo che ha catturato suo figlio e si precipita a recuperarla, per poi mettersi a litigare con Dory, la quale si procura una lieve epistassi con l'elastico. Bruto, sentendo l'odore del sangue, dimentica i suoi buoni propositi e si mette a inseguire Dory e Marlin per divorarli. I due riescono a salvarsi infilando un siluro in bocca a Bruto, che lo sputa lanciandolo contro una mina e provocando un'enorme esplosione.
Nel frattempo, Nemo è finito nell'acquario dello studio dentistico del dottor Philip Sherman, il subacqueo che lo ha catturato, dove fa amicizia con gli altri pesci e con un pellicano australiano di nome Amilcare. Il capo dei pesci dell'acquario, nonché l'unico tra di loro a provenire dal mare aperto come Nemo, è Branchia, un idolo moresco che sogna di fuggire da molti anni. Quella sera stessa, Branchia organizza un piano a tale scopo: il piccolo pesce pagliaccio dovrà provare a bloccare il filtro dell'acquario con un sassolino, in modo che la vasca si sporchi riempiendosi di alghe, quindi il dentista, per pulire l'acquario, tirerà fuori i pesci e li metta dentro a dei sacchetti di plastica, attraverso i quali, secondo Branchia, potranno rotolare giù dal davanzale e tuffarsi nell'oceano. Se il piano dovesse fallire, Nemo sarebbe destinato a diventare il regalo di Darla, la terribile nipotina del dentista. Il giorno dopo Nemo tenta di mettere in atto il piano, ma fallisce e rischia di perdere la vita, perché il sassolino si stacca ed il filtro riparte mentre Nemo non ne è ancora uscito, facendolo quasi finire risucchiato; Branchia, colto dai sensi di colpa, decide di rinunciare all'evasione.
Nell'oceano intanto, la maschera del dottor Sherman cade nella fossa sottostante. Dory e Marlin la inseguono, avendo quest'ultimo scoperto che Dory sa leggere e ha bisogno di lei per capire cosa c'è scritto sopra e, immersi nel buio totale, vengono attirati da una luce, che però si rivela essere l'illicio di un feroce melanoceto. Mentre Marlin cerca di tenere a bada il pesce, Dory usa la luce per leggere la scritta sulla maschera: «P. Sherman, 42 Wallaby Way, Sydney». Dopo essere riusciti sia a immobilizzare il predatore che a fuggire, Marlin e Dory chiedono indicazioni a un gruppo di pesci argentati: essi dicono che per arrivare a Sydney bisogna imboccare la corrente orientale australiana. Avvistata la corrente, i due si ritrovano improvvisamente in mezzo a un gigantesco banco di meduse della specie Chrysaora fuscescens; dopo diverse peripezie riescono ad uscirne, ma ricevono così tante punture da perdere conoscenza e svenire.
In seguito, Marlin e Dory risvegliano poi sul guscio di un banco di tartarughe carette, che, dopo averli salvati, sta viaggiando con loro dentro la corrente. Qui Marlin racconta alle piccole tartarughe il viaggio che sta affrontando; la notizia si diffonde in tutto l'oceano e arriva anche ad Amilcare, che a sua volta la racconta ai pesci dell'acquario. Nemo, spinto dal coraggio del padre, decide di provare di nuovo a bloccare il filtro e stavolta ci riesce, facendo riempire l'acquario di alghe. Usciti dalla corrente, Dory e Marlin cercano qualcuno a cui chiedere indicazioni e vedono in lontananza una grossa sagoma, che si rivela essere una balena: Dory afferma di saper parlare il "balenese", ma i versi che emette non sembrano avere conseguenze positive, perché la balena si avvicina e li aspira nella sua grande bocca insieme a un banco di krill. Anziché inghiottire i due pesci, il cetaceo li trasporta proprio nel porto di Sydney, dove li espelle dallo sfiatatoio, dimostrando quindi di aver capito le strampalate indicazioni di Dory. La mattina seguente i due incontrano Amilcare, che li trasporta nel suo becco riempito d'acqua fino allo studio del dentista.
Nel frattempo il piano dei pesci dell'acquario fallisce, perché il dentista, anziché pulire personalmente la vasca, vi installa un nuovo filtro altamente tecnologico che analizza e pulisce automaticamente l'acqua. Poco dopo arriva Darla, e Nemo si finge morto nella speranza di essere buttato nel gabinetto e di poter così raggiungere il mare, ma il dottor Sherman si dirige verso la pattumiera. In quel momento, irrompe nello studio Amilcare con Dory e Marlin; quest'ultimo crede che il figlio sia morto veramente e, dopo essersi fatto riportare al porto, abbandona Dory triste e addolorato. Nel frattempo, Branchia si fa sparare fuori dall'acquario dagli altri pesci, riesce a far rompere a Darla il sacchetto con dentro Nemo e a far catapultare il pesciolino nel lavandino della poltrona del dentista. Percorrendo le fogne, Nemo riesce finalmente a raggiungere l'oceano, dove incontra Dory, disorientata e smemorata, e si offre di aiutarla. Lei all'inizio non capisce chi sia, ma subito dopo  tutto le torna in mente leggendo la scritta "Sydney" su un tubo e conduce Nemo da suo padre. Dopo che padre e figlio si sono felicemente ricongiunti, Dory, insieme ad altri pesci, finisce improvvisamente intrappolata nella rete di un peschereccio. Nemo, ricordando una tecnica che gli aveva insegnato Branchia quando era nell'acquario e stava per esserne tirato fuori, dice a tutti i pesci nella rete di nuotare verso il fondo: così facendo, la carrucola della barca si rompe, e Dory e gli altri pesci si liberano. Marlin si scusa con suo figlio per averlo trattato in maniera troppo protettiva e apprensiva, per poi tornare insieme a Dory a casa, nella grande barriera corallina.
Nel frattempo il nuovo filtro dell'acquario del dentista si rompe, e lui, per pulire la vasca, tira fuori i pesci mettendoli nei sacchetti di plastica. I pesci attuano dunque il piano di Branchia, salvo poi rendersi conto solo una volta arrivati in mare di non sapere come uscire dai sacchetti.

## Personaggi

### Dell'oceano
- Nemo: è un piccolo pesce pagliaccio, unico figlio rimasto di Marlin e Coral, nato con una pinna atrofica. È curioso, pieno di vita, coraggioso ed amichevole con chiunque incontri. Dimostra anche una capacità di coinvolgimento notevole, spingendo un banco di pesci a rompere la rete che li stava catturando. Viene scoperto e poi catturato da un subacqueo mentre nuota in mare aperto. Inizialmente pensa che suo padre non lo cercherà perché secondo lui "ha paura dell'oceano" ma dopo aver saputo che suo padre lo cerca per tutto l'oceano e delle sue avvenute per ritrovarlo riacquista fiducia in lui e alla fine riesce a ricongiungersi con lui. Prende il nome dal Capitano Nemo, personaggio del romanzo di Jules Verne Ventimila leghe sotto i mari. Nel doppiaggio originale è doppiato da Alexander Gould.
- Marlin: è un pesce pagliaccio adulto ed è il padre di Nemo. Inizialmente giocoso, felice e accomodante, dopo aver perso tragicamente la moglie e gli altri figli si è ripromesso di non far mai capitare nulla al suo unico figlio ed è quindi diventato pessimista, estremamente apprensivo, severo e brusco con Nemo, al punto da non permettergli neanche di divertirsi, al punto che il figlio inizia a non sopportarlo più; quando Nemo viene rapito da un subacqueo, a Marlin toccherà affrontare l'oceano, di cui ha molta paura, per cercarlo. Durante il viaggio comincia a divertirsi e, diventando grande amico di Dory e Scorza, i quali riescono a fargli capire che essere troppo protettivi verso i propri figli è sbagliato. Alla fine, dopo aver ritrovato Nemo, si scusa con lui per il suo comportamento, smettendo di essere un padre così apprensivo. Nel doppiaggio originale è doppiato da Albert Brooks.
- Coral: è un pesce pagliaccio femmina, madre di Nemo e moglie di Marlin. Non potrà conoscere il figlio perché all'inizio del film viene uccisa e divorata insieme a quasi tutte le sue uova da un barracuda. Nel doppiaggio originale è doppiata da Elizabeth Perkins.
- Dory: è un pesce chirurgo blu femmina. Ottimista, simpatica e amichevole, anche se a volte un po' stravagante, si ritrova coinvolta nell'avventura di Marlin, aiutandolo a ritrovare suo figlio, e nel corso del film fa progressi con le perdite di memoria a breve termine di cui soffre, a causa delle quali, inizialmente, non ricorda mai assolutamente niente di ciò che le è successo anche poco prima; nonostante ciò dimostra di essere intelligente, perché è in grado di leggere la lingua umana e comunicare con le balene. Durante il film, diventa col tempo la migliore amica di Marlin e gli fa capire che è impossibile fare in modo che ai propri figli non capiti mai niente. Nel doppiaggio originale è doppiata da Ellen DeGeneres.
- Bruto (Bruce): è un enorme squalo bianco, leader di un trio di squali che vorrebbe smettere di mangiare pesci, motivo per cui inizialmente appare gentile ed amichevole. Non appena sente odore di sangue, però, si dimentica i suoi buoni propositi e cerca di mangiare Marlin e Dory, per poi tornare ad essere uno squalo buono alla fine del film. Nel doppiaggio originale è doppiato da Barry Humphries.
- Randa (Anchor) e Fiocco (Chum): sono rispettivamente uno squalo martello e uno squalo mako che, insieme a Bruto, cercano senza troppo successo di non mangiare più pesci. Nel doppiaggio originale sono doppiati rispettivamente da Eric Bana e Bruce Spence.
- Balenottera azzurra: è la balena che Marlin e Dory incontrano dopo essere usciti dalla C.O.A. Quando Dory tenta di dirle che lei e Marlin vorrebbero andare a Sydney, si avvicina e sembra che li voglia mangiare, in quanto li aspira nella sua bocca e poi tenta di farli precipitare verso il fondo di essa, ma in realtà li trasporta a Sydney espellendoli poi dallo sfiatatoio.
- Barracuda: è un pericoloso pesce che ha ucciso Coral e divorato tutte le sue uova tranne quella da cui nascerà Nemo. Appare solo all'inizio del film.
- Granchi: appaiono verso la fine del film, intenti a mangiare bolle, a litigare tra loro ed a cacciare in malo modo chiunque si avvicini alla loro zona. Sono entrambi doppiati nel doppiaggio originale da Rove McManus. McManus fu accreditato tra le voci aggiunte.
- Meduse: sono un banco di meduse di specie Chrysaora fuscescens che Marlin e Dory incontrano mentre cercano di raggiungere la C.O.A. e che fanno svenire i due pesci riempiendoli di punture.
- Melanoceto: è un feroce predatore abissale che tenta di mangiare Marlin e Dory, che cercano di usare la luce del suo illicio per leggere la scritta sulla maschera. Alla fine i due protagonisti lo immobilizzano legandolo ad una roccia con la maschera. Dopo i titoli di coda viene mostrato che riesce a liberarsi, ma viene divorato da un minuscolo pesce apparentemente innocuo e pauroso, che era stato precedentemente scelto dallo squalo Randa come "amico" per superare i suoi istinti predatori.
- Perla (Pearl), Varenne (Sheldon) e Pulce (Tad): sono rispettivamente un polpo dumbo, un cavalluccio marino e un pesce farfalla del tipo Forcipiger flavissimus. Sono compagni di scuola e amici di Nemo. Nel doppiaggio originale sono doppiati rispettivamente da Erica Beck, Erik Per Sullivan e Jordan Ranft. Quest'ultimo fu accreditato come "Jordy Ranft".
- Bob, Ted e Bill: sono i padri, rispettivamente, di Varenne, Perla e Pulce. Bob è doppiato nel doppiaggio originale da Phil Proctor, che fu accreditato fra le voci aggiuntive. I doppiatori originali di Ted e Bill sono ignoti.
- Pesci argentati: sono un banco di pesci spiritosi e simpatici che si divertono con le imitazioni, disponendosi in modo da assumere varie forme. Dopo aver preso in giro Marlin per il suo modo di fare ansioso e frettoloso, sono loro a indirizzare Marlin e Dory verso la C.O.A. Il loro capo, che è l'unico di loro a parlare, fu doppiato nel doppiaggio originale da John Ratzenberger.
- Ray: è una razza aquila maculata ed è il maestro di scuola di Nemo. Molto apprezzato dai suoi alunni, le sue lezioni consistono in gite per esplorare il mondo marino e si rivolge spesso alla scolaresca cantando. Nel doppiaggio originale è doppiato dallo sceneggiatore Bob Peterson.
- Scorza (Crush): è una tartaruga marina che ha 150 anni ma si crede e si comporta ancora come un ragazzino. Simpatico e gioviale, trasporta Marlin sul suo guscio e stringe subito amicizia con lui; è solito chiamare Marlin "bello". È il primo a far capire a Marlin come l'essere troppo apprensivi con i propri figli sia sbagliato, lasciando che il proprio figlio Guizzo impari a cavarsela da solo. Nel doppiaggio originale è doppiato dal regista Andrew Stanton.
- Guizzo (Squirt): è il figlio di Scorza. Come il padre, chiama gli amici "bello". Molto vivace e anche un po' spericolato, ama giocare a nascondino con gli altri piccoli di tartaruga e Dory. Alla fine si trasferisce nella barriera corallina, dove abita Nemo. Nel doppiaggio originale è doppiato dal giovane doppiatore Nicholas Bird.
- Amilcare (Nigel): è un pellicano australiano, amico dei pesci dell'acquario del dottor Sherman ed esperto di odontoiatria. Quando viene a sapere che Marlin sta attraversando l'oceano per cercare il figlio, va subito a riferire la notizia a Nemo. In seguito aiuta Marlin e Dory a sfuggire ai gabbiani che vorrebbero mangiarseli, trasportandoli nel suo becco fino allo studio del dentista. Nel doppiaggio originale è doppiato da Geoffrey Rush.
- I gabbiani: sono uno stormo di gabbiani che vivono nei pressi di Sydney e sono ossessionati dal tentare di mangiare i pesci e gli altri animali marini, tuttavia sono piuttosto stupidi, in quanto ogni volta che vedono una potenziale preda iniziano ad agitarsi e ad urlare tutti in coro "Mio!", per poi puntualmente lasciarsela sfuggire nei modi più ridicoli. Nel doppiaggio originale sono doppiati da Peterson stesso, Jan Rabson e Stanton stesso.

### Dell'acquario
- Branchia (Gill): è un anziano idolo moresco, leader dei pesci dell'acquario e l'unico tra essi, oltre a Nemo, a venire dall'oceano e non da un negozio. Sul lato destro del corpo ha delle grosse cicatrici e una pinna distrutta dovute al suo primo tentativo di evasione, in cui aveva cercato di saltare fuori dall'acquario lanciandosi nel gabinetto per raggiungere il mare ma era invece atterrato sui ferri del dentista. Nel corso degli anni ha architettato numerosi piani di evasione, tutti falliti. Diventa grande amico di Nemo, che tenterà in tutti i modi di proteggere insieme agli altri pesci dell'acquario da Darla. Nel doppiaggio originale è doppiato da Willem Dafoe.
- Bloblò (Bubbles): è un pesce chirurgo giallo fissato con le bolle. Nel doppiaggio originale è doppiato da Stephen Root.
- Bombo (Bloat): è un pesce istrice ed è il pesce più grosso dell'acquario. Quando si spaventa o si arrabbia si gonfia come un pallone e i suoi amici devono sgonfiarlo per evitare incidenti. Nel doppiaggio originale è doppiato da Brad Garrett.
- Deb: è una damigella bianco-celeste femmina un po' matta, in quanto è convinta che il suo riflesso sul vetro dell'acquario sia sua sorella gemella Flo, comportandosi di conseguenza. Nel doppiaggio originale è doppiata da Vicki Lewis.
- Diva (Peach): è una stella marina rosa che sta sempre attaccata al vetro dell'acquario, tiene d'occhio il dentista e informa gli altri abitanti dell'acquario di ciò che sta facendo. A volte rimane così attaccata che gli altri non capiscono quello che dice e deve staccarsi per farsi capire. Nel doppiaggio originale è doppiata da Allison Janney.
- Gluglù (Gurgle): è un gramma loreto con la fobia dei germi. Nel doppiaggio originale è doppiato da Austin Pendleton.
- Jacques: è un gambero pulitore che parla con un marcato accento francese, responsabile della pulizia dell'acquario. Quando i pesci stanno volutamente sporcando l'acquario per tentare di scappare da esso, Branchia gli impone di non svolgere le sue abituali pulizie, rimproverandolo quando non riesce a trattenersi dal pulire. Nel doppiaggio originale è doppiato da Joe Ranft.

### Umani
- Dottor Philip Sherman: è un dentista di Sydney, che cattura Nemo durante un'immersione subacquea e lo mette nell'acquario del suo studio. Marlin e Dory riescono a scoprire chi è e dove si trova grazie all'indirizzo scritto sulla sua maschera da subacqueo, caduta dalla sua barca. Sebbene nel film venga raffigurato come un antagonista in quanto rappresenta un ostacolo per gli scopi e le azioni dei protagonisti, dal punto di vista umano non è cattivo, perché ha catturato Nemo pensando che si fosse perso nella barriera corallina; in seguito protegge i pesci dell'acquario da Amilcare, convinto che quest'ultimo voglia mangiarli, e quando vede Branchia fuori dalla vasca lo rimette dentro, non capendo come sia finito lì. Nel doppiaggio originale è doppiato da Bill Hunter.
- Darla Sherman: è la nipotina del dentista e principale antagonista del film, nonostante anche lei non sia davvero cattiva dal punto di vista umano. È una bambina di 8 anni che porta un enorme apparecchio ortodontico. Iperattiva e turbolenta, riceve spesso in regalo dei pesci domestici dallo zio ma finisce sempre per ucciderli, ragione per cui è odiata e temuta dai pesci dell'acquario. Nemo ha una grande paura di lei in quanto inizialmente sarebbe destinato ad essere il suo prossimo regalo, ma per fortuna riesce ad evitare ciò, dapprima fingendosi morto per tentare di farsi scaricare nel gabinetto e raggiungere l'oceano e poi venendo gettato nel lavandino del dentista da Branchia, che salta fuori dall'acquario e atterra sulla testa della bambina. Nel doppiaggio originale è doppiata da LuLu Ebeling.

## Produzione
L'idea iniziale del film venne ad Andrew Stanton in giovane età, quando si divertiva ad osservare i pesci presenti nell'acquario del suo dentista, credendo che provenissero direttamente dall'oceano e che desiderassero tornare a casa. Nel 1997, dopo essere diventato padre, il regista portò suo figlio al parco, ma per paura che si facesse male gli impedì di giocare con gli altri bambini: in seguito ebbe dei ripensamenti su questo suo atteggiamento, cosa che lo portò a pensare al comportamento di Marlin nei confronti di suo figlio Nemo nella pellicola. Fu grazie ad una fotografia nella quale erano ritratti due pesci pagliaccio che si affacciavano da un anemone che Stanton si convinse a utilizzare tale specie come protagonista del film.
La pre-produzione iniziò nel 1997, subito dopo la post-produzione di A Bug's Life - Megaminimondo, con la stesura della bozza iniziale per la sceneggiatura. Per il casting dei protagonisti, fu scelto Albert Brooks per il ruolo di Marlin, a cui piacque molto l'idea di dover dare voce ad un pesce pagliaccio le cui barzellette non facevano ridere; per ottenere tale effetto, l'attore registrò alcune performance in cui racconta battute davvero squallide e poco divertenti. Inizialmente il personaggio di Dory venne immaginato come di sesso maschile, ma Stanton decise di affidare il ruolo ad Ellen DeGeneres, il cui carattere e modo di parlare si avvicina a quello di Dory nel film; di conseguenza, il co-protagonista fu mutato in un personaggio di sesso femminile. Per quanto riguarda il personaggio della tartaruga Scorza, il regista stesso prestò la propria voce; la sua interpretazione doveva essere solo provvisoria in vista di un casting ufficiale per il personaggio, ma durante le proiezioni di prova la sua voce piacque così tanto al pubblico che si rinunciò all'idea di sostituirlo, quindi Stanton doppiò Scorza anche nella versione definitiva della pellicola e fu accreditato come doppiatore nei titoli di coda.
La troupe seguì un corso accelerato di biologia marina e uno di oceanografia per poi visitare acquari, effettuare immersioni alle Hawaii e frequentare diverse lezioni da parte di ittiologi professionisti per poter capire meglio come unire le animazioni delle creature acquatiche a quelle umane e alle movenze facciali di ogni singolo personaggio per rendere l'effetto finale il più verosimile possibile.
Dal film è stato tratto un videogioco per la PlayStation 2.
Il budget complessivo del film ammonta a circa 94 milioni di dollari.

## Distribuzione
Il film è stato distribuito negli Stati Uniti d'America dal 30 maggio 2003, mentre in Italia è uscito il 3 dicembre dello stesso anno. Fu diffuso in VHS e DVD negli Stati Uniti il 4 novembre 2003, mentre in Italia il 1° aprile 2004. 

### Doppiaggio italiano
La direzione del doppiaggio, la traduzione e l'adattamento dei dialoghi italiani sono a cura di Carlo Valli per conto della Cast Doppiaggio Srl. La sonorizzazione, invece, venne affidata alla SEFIT-CDC. Il doppiatore francese di Jacques, Jacques Peyrac, doppia il personaggio sia nell'edizione francese che in quella italiana del film.

### Versione 3D
Alla ricerca di Nemo è uscito nuovamente nei cinema statunitensi il 14 settembre 2012 e i cinema italiani il 26 ottobre dello stesso anno nella riedizione in 3D: si tratta di un progetto che vede molti successi Disney ritornare sul grande schermo in versione tridimensionale o digitalizzata. Proprio in occasione della campagna promozionale, è stato pubblicato un nuovo trailer del film che ripropone alcune delle scene più divertenti della storia di Nemo.

## Accoglienza

### Incassi
Alla ricerca di Nemo ha incassato 380843261 $ in Nord America e 560794699 $ nel resto del mondo, per un totale di 941637960 $. È il secondo film con il maggior incasso del 2003, dietro Il Signore degli Anelli - Il ritorno del re. È stato il film Pixar con il maggior incasso fino al 2010, quando Toy Story 3 lo ha superato. Il film ha venduto circa 56,4 milioni di biglietti negli Stati Uniti nella sua corsa iniziale nelle sale.
In Nord America, Alla ricerca di Nemo ha stabilito un record nel weekend di apertura per un film d'animazione, guadagnando 70,3 milioni di dollari (superato per la prima volta da Shrek 2) e ha finito per trascorrere 11 settimane nella top 10 nazionale (incluse 7 settimane nella top 5), rimanendo lì fino al 14 agosto. Al di fuori del Nord America, è l'ottavo film d'animazione con il maggior incasso. A livello mondiale, è il 17º film d'animazione. Con un incasso complessivo di 21857887 €, è 44º tra i film con maggiori incassi in Italia.

### Critica
La pellicola ha ricevuto ampi consensi dalla critica specializzata. Rotten Tomatoes ha riportato un punteggio di approvazione del 99%, con una valutazione media di 8,7/10, basata su 270 recensioni. Il consenso del sito recita: "Mozzafiato adorabile e fondato sugli sforzi stellari di un cast ben scelto, Alla ricerca di Nemo aggiunge un'altra gemma splendidamente realizzata alla corona della Pixar." Metacritic assegna al film un punteggio di 90 su 100, sulla base di 38 recensioni, indicando "plauso universale". Il pubblico intervistato da CinemaScore ha assegnato al film un raro voto medio "A+" in una scala da A+ a F.
Roger Ebert ha dato al film quattro stelle su quattro, definendolo "uno di quei rari film in cui volevo sedermi in prima fila e lasciare che le immagini sbiadissero fino ai bordi del mio campo visivo". Mark Caro del Chicago Tribune ha dato al film quattro stelle su quattro, dicendo "Ti connetti a queste creature marine come raramente fai con gli umani nelle avventure sul grande schermo. Il risultato: un vero tesoro sommerso". Rene Rodriguez del Miami Herald ha dato al film quattro stelle su quattro, dicendo: "L'ansia dei genitori potrebbe non essere il genere di cose di cui sono fatti di solito i film per bambini, ma questo film perfettamente incantevole sa come soddisfare il suo pubblico di bambini senza essere condiscendente nei loro confronti." Claudia Puig di USA Today ha assegnato al film tre e mezzo su quattro, affermando: "Alla ricerca di Nemo è un tesoro sottomarino. Il più bello di tutti i film Pixar, tra cui Toy Story e 2, A Bug's Life e Monsters & Co.. — Nemo regala al pubblico familiare una storia dolce e risonante e immagini mozzafiato. Potrebbe mancare l'umorismo intelligente di Monsters & Co., ma i bambini si identificheranno con il pesce di mare coraggioso Nemo e gli adulti si identificheranno con Marlin, il devoto padre di Nemo". Bruce Westbrook dello Houston Chronicle ha dato al film una A-, dicendo "Alla ricerca di Nemo è all'altezza degli elevati standard della Pixar per immagini estremamente creative, commedia intelligente, personaggi solidi e una storia coinvolgente.".

## Riconoscimenti
- 2004 - Premio Oscar
  - Miglior film d'animazione a Andrew Stanton
  - Candidatura alla Migliore sceneggiatura originale a Andrew Stanton, Bob Peterson e David Reynolds
  - Candidatura al Miglior montaggio sonoro a Gary Rydstrom e Michael Silvers
  - Candidatura alla Miglior colonna sonora a Thomas Newman
- 2004 - Golden Globe
  - Candidatura al Miglior film commedia o musicale
- 2004 - Premio BAFTA
  - Candidatura al Miglior film (Premio dei Bambini) a Graham Walters, Andrew Stanton e Lee Unkrich
  - Candidato alla Migliore sceneggiatura originale a Andrew Stanton, Bob Peterson e David Reynolds
- 2003 - Las Vegas Film Critics Society Award
  - Miglior film d'animazione
- 2003 - Critics' Choice Movie Award
  - Miglior film d'animazione
  - Candidatura al Miglior film
- 2003 - European Film Awards
  - Candidatura al Miglior film internazionale a Andrew Stanton
- 2003 - Chicago Film Critics Association Award
  - Candidatura al Miglior film
  - Candidatura alla Miglior attrice non protagonista a Ellen DeGeneres
- 2003 - African-American Film Critics Association
  - Migliori dieci film
- 2003 - Awards Circuit Community Awards
  - Miglior film d'animazione
  - Candidato per Miglior film a Graham Walters
  - Candidato per Miglior colonna sonora a Thomas Newman
- 2003 - Hollywood Film Festival
  - Miglior film d'animazione a Andrew Stanton
- 2003 - National Board of Review Award
  - Miglior film d'animazione
- 2003 - New York Film Critics Circle Awards
  - Candidato per Miglior film d'animazione
- 2003 - New York Film Critics Online
  - Miglior film d'animazione
- 2003 - Phoenix Film Critics Society Awards
  - Miglior film d'animazione
  - Candidato per Miglior film
- 2003 - Satellite Award
  - Candidato per Miglior film d'animazione o a tecnica mista
  - Candidato per Miglior colonna sonora a Thomas Newman
- 2003 - Seattle Film Critics Awards
  - Candidato per Miglior film d'animazione
  - Candidato per Miglior sceneggiatura originale a Bob Peterston, Andrew Stanton e David Reynolds
- 2003 - Toronto Film Critics Association Awards
  - Miglior film d'animazione
- 2003 - Utah Film Critics Association Awards
  - Miglior attrice non protagonista a Ellen DeGeneres
  - Candidato per Miglior film
  - Candidato per Miglior sceneggiatura a Andrew Stanton, Bob Peterson e David Reynolds
- 2003 - Visual Effects Society
  - Miglior animazione dei personaggi (Parlando alla balena) a Andrew Gordon e Brett Coderre
  - Candidato per Miglior animazione dei personaggi (Dentro la balena) a David DeVan e Gini Santos
- 2003 - Washington DC Area Film Critics Association Awards
  - Candidato per Miglior sceneggiatura originale a Bob Peterson, David Reynolds e Andrew Stanton
- 2004 - AFI Awards
  - Film dell'anno
- 2004 - American Screenwriters Association
  - Candidato per Miglior sceneggiatura a Andrew Stanton, Bob Peterson e David Reynolds
- 2004 - Annie Awards
  - Miglior film d'animazione
  - Miglior regia a Andrew Stanton e Lee Unkrich
  - Miglior recitazione a Ellen DeGeneres
  - Miglior sceneggiatura a Andrew Stanton, Bob Peterson e David Reynolds
  - Miglior animazione dei personaggi a Doug Sweetland
  - Miglior character design a Ricky Nierva
  - Migliori effetti animati a Martin Nguyen
  - Miglior colonna sonora a Thomas Newman
  - Miglior scenografia a Ralph Eggleston
  - Candidato per Miglior animazione dei personaggi a David Devan e Gini Santos
  - Candidato per Migliori effetti animati a Justin Paul Ritter
- 2004 - BMI Film & TV Award
  - Miglior colonna sonora a Thomas Newman
- 2004 - Central Ohio Film Critics Association Awards
  - Candidato per Miglior film
- 2004 - Dallas-Fort Worth Film Critics Association Awards
  - Miglior film d'animazione
- 2004 - Eddie Award
  - Candidato per Miglior montaggio in un film commedia o musicale a David Ian Salter e Lee Unkrich

- 2004 - Florida Film Critics Circle Awards
  - Miglior film d'animazione
- 2004 - Genesis Awards
  - Miglior film d'animazione
- 2004 - Golden Reel Award
  - Miglior montaggio sonoro (Colonna sonora)
  - Candidato per Miglior montaggio sonoro in un film d'animazione
- 2004 - Golden Trailer Awards
  - Candidato per Miglior film d'animazione/per la famiglia
- 2004 - Humanitas Prize
  - Candidato per Miglior film a Andrew Stanton, Bob Peterson e David Reynolds
- 2004 - Kansas City Film Critics Circle Award
  - Miglior film d'animazione
- 2004 - Kids' Choice Award
  - Miglior film
  - Miglior doppiaggio a Ellen DeGeneres
- 2004 - London Critics Circle Film Awards
  - Candidato per Regista dell'anno a Andrew Stanton
- 2004 - MTV Movie Award
  - Candidato per Miglior film
  - Candidato per Miglior performance comica a Ellen DeGeneres
- 2004 - Nastro d'argento
  - Miglior doppiaggio a Luca Zingaretti
- 2004 - Online Film & Television Association
  - Miglior film d'animazione a Graham Walters
  - Miglior performance fuoricampo a Ellen DeGeneres
  - Candidato per Miglior performance fuoricampo a Albert Brooks
  - Candidato per Miglior performance fuoricampo a Willem Dafoe
  - Candidato per Miglior performance fuoricampo a Alexander Gould
  - Candidato per Miglior sceneggiatura originale a Andrew Stanton, Bob Peterson e David Reynolds
  - Candidato per Miglior colonna sonora originale a Thomas Newman
  - Candidato per Miglior montaggio sonoro a Doc Kane, Gary Rydstrom e Gary Summers
  - Candidato per Migliori effetti sonori a Gary Rydstrom e Michael Silvers
  - Candidato per Miglior website officiale
- 2004 - Online Film Critics Society Awards
  - Miglior film d'animazione
- 2004 - Premio Amanda
  - Candidato per Miglior film straniero a Andrew Stanton
- 2004 - Premio Hugo
  - Candidato per Miglior rappresentazione drammatica (forma lunga) a Andrew Stanton, Lee Unkrich, Bob Peterson e David Reynolds
- 2004 - Saturn Award
  - Miglior film d'animazione
  - Miglior attrice non protagonista a Ellen DeGeneres
  - Candidato per Miglior colonna sonora a Thomas Newman
  - Candidato per Migliore sceneggiatura a Andrew Stanton, Bob Peterson e David Reynolds
- 2004 - Science Fiction and Fantasy Writers of America
  - Candidato per Miglior sceneggiatura a Andrew Stanton, Bob Peterson e David Reynolds
- 2004 - Young Artist Awards
  - Miglior film d'animazione per la famiglia
  - Miglior attore giovane a Alexander Gould
  - Miglior attrice giovane a Erica Beck
- 2005 - Tokyo Anime Award
  - International Theater Award a Andrew Stanton

## Influenza culturale
Dopo l'uscita del film nacque una vera e propria Nemo-mania, i bambini in particolare, divennero ossessionati dal noto pesce pagliaccio che quando ne si vedeva uno, questo veniva immediatamente riconosciuto con il nome del protagonista (Nemo) invece che con il nome della specie, ciò ha reso il pesci pagliaccio una delle specie di pesci più famose al grande e piccolo pubblico dovendo tutta la sua fama a questo film. Questa popolarità è avvenuta anche per alcuni pesci meno di spicco, ma allo stesso tempo protagonisti, come il pesce chirurgo blu e l'idolo moresco (anch'essi identificati rispettivamente come Dory e Branchia). Visto inoltre il grande successo del film, molte case di produzione volevano anch'esse il loro Alla ricerca di Nemo, la DreamWorks Animation soprattutto, realizzò Shark Tale (2004), una versione del film per adulti in stile Il padrino (1972). Altri film invece, cambiavano il protagonista (pesce) con altri animali marini, come nel caso de Le avventure di Sammy (2010) che vede come protagonista una tartaruga marina, il film ebbe anche un sequel, Sammy 2 - La grande fuga (2012).

## Altri media

### Manga
Alla ricerca di Nemo è un manga shōnen creato da Ryuichi Hoshino e pubblicato in Giappone nel 2006, che segue la trama del film. La serie consta di un tankōbon ed è giunto in Italia a partire dal 10 settembre 2008 nella collana Disney Manga.

### Videogioco
Nel 2003 venne realizzato un videogioco basato sul film per PlayStation 2, PC, Nintendo GameCube, macOS, Xbox e Game Boy Advance, sviluppato da Traveller's Tales e pubblicato dalla THQ.

## Sequel/spin-off
Nell'aprile del 2013 è stato annunciato un sequel dal titolo Alla ricerca di Dory (Finding Dory) che è uscito nelle sale americane il 17 giugno 2016 e in quelle italiane il 15 settembre 2016. Il film è anche spin-off in quanto incentrato su Dory e non più su Marlin e Nemo.